# Rancoudray
Rancoudray est une ancienne commune française du département de la Manche et de la région Normandie, associée à Saint-Clément entre le 1er janvier 1973 et le 1er janvier 2015.

## Géographie
Rancoudray est une commune située au sud du territoire de Saint-Clément-Rancoudray.

## Toponymie
Bien qu'ils ne citent aucune forme ancienne, François de Beaurepaire et René Lepelley à sa suite, interprètent ce composé comme un « rond coudray », c'est-à-dire un bois de coudriers de forme arrondie,. En revanche, Albert Dauzat considère que le premier élément est peut-être un anthroponyme germanique du même type que celui contenu dans Ranville.
François de Beaurepaire compare avec des types toponymiques analogues comme Rontaunay « ronde aulnaie » (sur le territoire de la même commune) et Ronfeugerai, commune de l'Orne, « ronde fougeraie ».
Remarque : il s'agit sans doute d'une formation toponymique médiévale, dont le suffixe collectif -ai (noté le plus souvent -ey ou -ay) n'a pas encore fait place à la forme féminine moderne -aie qui sert à désigner un ensemble d'arbres appartenant à la même espèce (cf. hêtraie, chênaie, etc.). L'ancien français et mot dialectal coudre (parfois féminin) désignait un noisetier, également nommé coudrier cf. Gisay-la-Coudre (Eure). Dans les années 1980, les anciens parlaient encore de la baguette de coudre du sourcier et l'emploi du mot coudrier reste assez répandu dans les campagnes de l'Orne et de la Manche. Il remonte ultimement au gallo-roman COLURU (cf. colurus > colrus en latin médiéval), forme altérée du latin corylus, dont la métathèse de [l] est peut-être inspirée par l'influence de substrat gaulois, le mot gaulois était sans doute *collos (cf. irlandais et gallois coll « noisetier »).

### Microtoponymie
- Bel-air : vue sur le Teilleul de l'autre côté de la Sélune au-dessus du vallon de la Meude.
- Les renardières (champs, Bel-Air) : champ en bordure de forêt dont les talus sont percés de tanières.
- La brousse (champ, Bel-Air) : champ de défrichement tardif.
- Le péti (champ, Bel-Air) : petit champ non cultivé bordant l'étable, destiné à la pâture.
- Le plant : verger de pommiers (champ, Bel-Air).
- Le Gué Perrou : hameau à proximité du gué sur un ruisseau affluent de la Meude.
- Le pré du ruet : le ruet désigne le ruisseau précédent bordant ce champ.
- Sonce : village à la source de la Sonce.

## Histoire
L'histoire de Rancoudray est celle d'un sanctuaire marial très ancien (voir la page Saint-Clément-Rancoudray) ayant vu des siècles de pèlerinages.
Le village n'est ainsi constitué que de l'église, la mairie-école désaffectée, de l'ancien presbytère et d'une maison ancienne qui voyait dans le temps la table mise pour les fêtes paroissiales, le reste du village (quelques maisons) étant déporté au-delà du cimetière, le tout formant le grand Rancoudray. On note le monument aux morts en contrebas, avec son autel, qui aurait été construit sur le lieu de l'ancien sanctuaire avec ses pierres[réf. nécessaire] et qui servait encore dans les années 1980 lors des processions du 15 août entre autres. La nouvelle église date du tout début du XXe siècle, elle a été consacrée en 1901 par l'évêque de Coutances Joseph Guérard.
En 1861, Saint-Clément (1 844 habitants en 1856) cède la partie sud de son territoire pour la création de la commune de Rancoudray (soit 403 habitants),.
En 1973, Rancoudray fusionne avec cette même commune en gardant le statut de commune associée.
Le 1er janvier 2015, l'association est transformée en fusion simple.

## Administration
| Période   | Période       | Identité       | Étiquette | Qualité |
| --------- | ------------- | -------------- | --------- | ------- |
| 1997      | mars 2008     | Édouard Debock | SE        |         |
| mars 2008 | décembre 2014 | Simone Heuzé   | SE        |         |

| Période | Période | Identité | Étiquette | Qualité |
| ------- | ------- | -------- | --------- | ------- |
|         |         |          |           |         |

## Démographie
| 1861 | 1866 | 1872 | 1876 | 1881 | 1886 | 1891 |
| ---- | ---- | ---- | ---- | ---- | ---- | ---- |
| 403  | 428  | 443  | 423  | 418  | 400  | 404  |

| 1896 | 1901 | 1906 | 1911 | 1921 | 1926 | 1931 |
| ---- | ---- | ---- | ---- | ---- | ---- | ---- |
| 383  | 331  | 340  | 337  | 286  | 287  | 256  |

| 1936 | 1946 | 1954 | 1962 | 1968 | 2006 | 2010 |
| ---- | ---- | ---- | ---- | ---- | ---- | ---- |
| 269  | 234  | 247  | 235  | 192  | 140  | 129  |

| 2015 | 2017 | - | - | - | - | - |
| ---- | ---- | - | - | - | - | - |
| 122  | 123  | - | - | - | - | - |

## Lieux et monuments
- Église paroissiale Notre-Dame de l'Assomption du XIXe reconstruite au début du XXe siècle par Jean Lelandais (1849-1936), curé de Rancoudray. Elle abrite un tableau du XVIIe (saint Stanislas Kostka communié par un ange) classé en 1999 au titre objet aux monuments historiques[14] ainsi qu'une chasuble, étole et manipule du XVIIe classées en 1998[15], des fonts baptismaux du XVIIe, une verrière du XXe, une Vierge de Pitié Notre-Dame-des-Landes du XVe[16].
- Dans la forêt de la Lande Pourrie à Rancoudray se trouvent, perdus et souvent inaccessibles, des vestiges préhistoriques et antiques, tels que le dolmen de la Roche-Grise.
- La forêt de la Lande Pourrie présente de nombreuses excavations présentées comme dangereuses par les anciens aux enfants d'alors pour éviter qu'ils ne s'y aventurent. Les plus récentes datent de la libération de Mortain en aout 45 et des pilonnages des artilleries adverses comme en témoigne le pignon ouest de Bel Air (bâtiment nord) tombé en ce mois d'aout. Les plus anciennes sont des reliquats des fouilles minières (fer) d'un établissement métallurgique dont l'activité à son apogée était concentrée sur la mine de Barenton. Antérieurs à 1805, ils sont remis en état à cette date par MM. Bachelier d'Arges et d'Inglemares, propriétaires[17], époque dont date la dernière observation du loup[18].
- La pietà de l'église, possible copie de la statue à l'origine du pèlerinage, montre toute la douleur d'une mère, penchée sur son fils mort sur ses genoux. La légende raconte que le monastère de Mouton ayant voulu l'accaparer, elle serait revenue d'elle-même sur le lieu de sa découverte vers 1160-1170 par un berger voulant récupérer un de ses béliers[19]. Cette légende repose en partie sur l'étymologie populaire du nom de Rancoudray, où le premier élément a été faussement identifié au normand ran « bélier », soit « le bois de coudriers du bélier »[19].
- Sanctuaire marial.
- Le monument aux gens du voyage internés sur le site de l'ancienne mine (camp de « Barenton ») sous le gouvernement de Vichy[20].